# Picos de Europa

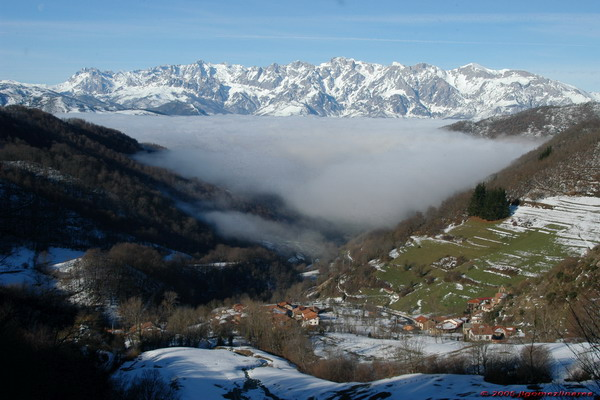
Lamedo, Cantàbria

Els Picos de Europa és una formació muntanyenca situada al nord de la península Ibèrica. S'estén entre les comunitats d'Astúries, Cantàbria i Castella i Lleó amb alçades superiors als 2.500 m. molt a prop de la mar Cantàbrica. Els Picos de Europa pertanyen a la Serralada Cantàbrica, encara que es consideren com a unitat independent per llur formació més recent. Ocupen una superfície de 64.660 hectàrees (1 hectàrea = 10.000m²). La major part de la regió és protegida com a parc nacional d'Espanya establert el 1995; anteriorment, molt més petit, fou el Parc Nacional de Covadonga que va ser el primer parc nacional de l'estat espanyol.
Els Picos de Europa es divideixen en tres massissos delimitats per conques fluvials: Central, Oriental i Occidental (aquests últims coneguts com els Picos de Cornión). Els massís Occidental o Cornión té l'oest el riu Sella i a l'est pel congost del Cares d'1,5 km de profunditat. El Central o los Urrieles està delimitat pel riu Cares a l'oest i el Duje a l'est; i el massís Oriental o Andara va entre el Duje i el i el Deva. El massís oriental està entre Astúries i Cantàbria i ocupa a la primera els consells ("conceyus") d'Amieva, Cangues d'Onís, Cabrales, El Valle Baḥu de Peñamellera i El Valle Altu de Peñamellera. La seva composició és principalment de pedra calcària; els boscos són principalment fagedes i rouredes. Entre la fauna cal destacar llops, isards, àguiles daurades, voltors, llúdries i dues espècies protegides: l'os i el gall fer (variant cantàbrica).